# Даунз, Джон
Джон Генри Даунз (англ. John Henry Downes; 18 октября 1870, Глазго, Ланаркшир — 1 января 1943) — британский яхтсмен, чемпион летних Олимпийских игр 1908 года.
На Играх 1908 года в Лондоне Даунз соревновался в классе 12 м. Его команда выиграла две гонки и в итоге заняла первое место.